# John Abram (Komponist, 1959)
John Abram (* 1959 in Farnworth, England, Vereinigtes Königreich) ist ein kanadischer Komponist, Blockflötist, Toningenieur und Musikpädagoge.

## Leben
John Abram begann sich im Alter von sechs Jahren für Musik zu interessieren und begann schon bald mit dem Komponieren. Er studierte Komposition bei Roger Marsh (* 1949) und Peter Dickinson an der Keele University und Blockflöte bei Alan Davis (* 1945). Weitere Kompositionslehrer waren Vic Hoyland, Bernard Rands und Bogusław Schaeffer. 1980 wurde er als B. Mus und 1982 als M. A. graduiert. Abram lebte in London und war Gründungsmitglied des Ensembles für Neue Musik George W. Welch. Nachdem er das Stipendium Commonwealth Scholarship erhalten hatte, ging er 1984 nach Kanada, um an der University of Victoria bei Rudolf Komorous Komposition und Elektroakustische Musik bei Doug Collinge zu studieren. Er wurde als PhD promoviert. Seine Dissertation war eine auf Vergils Aeneis basierende anti-opera. Er leitete zwei Jahre das Collegium musicum der School of Music der University of Victoria und unterrichtete ein Jahr Komposition. 1985 erhielt er den School of Music director's discretionary award und 1987 President's Research Award. Von 1986 bis 1988 war er Stellvertretender Direktor und Dirigent der Open Space New Music Series der Open Space Gallery in Victoria. Von 1989 bis 1994 lebte er in Toronto. Er war Mitbegründer des The Drystone Orchestra. Hier war er Mitbegründer des The Drystone Orchestra, Mitglied bei Arcana und trat bei der Konzertreihe für Neue Musik Arraymusic, mit dem Ensemble Strange Companions und anderen. Von 1993 bis 1996 entwickelte unter Verwendung von Max/MSP die Echtzeit-Aufführungs- und Kompositionssoftware Infinite Music. Danach lebte er von 1994 bis 2008 in Calgary. Er arbeitete als Toningenieur, Produzent und Dozent an der Mount Royal University. Dort betreute er dasTechnology Lab. Er plante und produzierte größere Aufnahmeprojekte an der Universität, war künstlerischer Leiter der Neworks Calgary und produzierte über sieben Jahre viele Konzerte mit diversen Künstlern aus Alberta, Kanada und dem Ausland. 1997 wurde die Musik zum Kurzfilm The Party Skater für einen AMPIA Award für den besten Soundtrack eines Independent-Films nominiert.
Abram arbeitete im Film- und Multimediabereich unter anderem mit den kanadischen Künstlern Marla Hlady (* 1965), Barbara Sutherland und den Filmemachern Gary Burns (* 1960) und Chris Myhr.

## Werke (Auswahl)

### Musik
- Flint für Holzbläser, Blechbläser und Schlagzeug.  Das Werk wurde im Winter 1981/82 komponiert. Die Uraufführung fand im Mai 1983 am Royal Northern College of Music in Manchester unter der Leitung von des britischen Dirigentin Timothy Reynish (* 1938) statt. Es ist Igor Strawinsky gewidmet und orientiert sich an dessen Symphonies d’instruments à vent. 1992 überarbeitete Abram das Werk.[2] OCLC 940990447
- Baroque für Barockquartett bestehend aus Altblockflöte, Oboe, Fagott und Cembalo, 1985[2]
- Serenade für drei Klarinetten, Schlagzeug, Harfe und Viola. Abram begann 1984 mit der Komposition eine erste Fassung vollendete er 1986. 1992 schrieb er einige der Sätze neu. Die Instrumentierung mit Klarinetten, Harfe und Viola entlehnt er aus Harold en Italie von Hector Berlioz. Das Werk ist Barbara Sutherland gewidmet.[2]
- The rocky moon für Flöte, Präparierte Gitarre und Tonband. Das Werk entstand zwischen 1986 und 1981 und wurde am 5. April 1993 von Elissa Poole und Johna Abram eingespielt und auf der CD Four compositions beim Label Six-sided Records publiziert OCLC 40637099
- Aeneid music : an opera after Virgil OCLC 29445816
- L.ETHE.R für Klavier, Bassklarinette, E-Gitarre, Violine, Violoncello und Synthesizer. Abram schrieb das Werk 1990 für das Drystone Orchestra. Der Titel ist ein Portmanteau-Wort aus LETHE und ETHER. Das Stück besteht aus drei Teilen. Der erste und zweite Teil sind für Soloklavier komponiert mit nur wenigen Beiträgen der anderen Instrumente. Der dritte Satz führt eine getragene Melodie und verarbeitet Motive aus seiner Oper Aneid Music.Sonate. 2008 wurde das Werk überarbeitet.[2]
- Sonate für Flöte, Violine, Gambe und Cembalo. Das Werk besteht aus fünf Sätzen. Abram komponierte das Werk im Winter 1991/92 als Auftragswerk für das Ensemble Les Coucous BénévolesCLOSE_EM gefördert vom Ontario Arts Council. Die Uraufführung durch das Ensemble fand am 9. Februar 1992 in der Music Gallery in Toronto statt.[2]
- Salvage für Klavier. Das Werk wurde 1993 komponiert, besteht aus acht Sätzen und ist ein Auftragswerk für die kanadische Pianistin Eve Egoyan (* 1964).[2]
- The finest signatures of the sabre für Baritonsaxophon, Kontrafagott, B-Trompete, Tuba, Schlagzeug und Violine. Das Werk wurde 1993 komponiert und seinem Lehrer Rudolf Komorous gewidmet. Das Werk ist inspiriert von der Fechtkunst des im 17. und frühen 18. Jahrhundert am osmanischen Hof lebenden koptischen Fechtmeisters Averkie Skila.[2]
- Frozen Chimney Lake für Harfe. Das Werk wurde im Winter 1993/1994 in Toronto komponiert und ist vom titelgebenden in British Columbia liegenden See inspiriert.[2]
- Broken Round  für Streichquartett, 1995 OCLC 61158548
- A ewer-full für Glissandoinstrument, Bassinstrument, Tasteninstrument und Klavier, 1996[2]
- Chamber Symphony [Kammersinfonie]. Das Werk wurde im Dezember 1998 als Auftragswerk für das kanadische Ensemble Corvinus komponiert.[2]
- Buds für Streichquartett. Das aus acht kurzen Sätzen bestehende Werk wurde 1998 und 1999 für das Modern Quartet komponiert.[2]
- Carnival evenings für Klavier. Das Werk ist inspiriert von Carnaval op. 9 von Robert Schumann und den Soirées Musicales op. 6 seiner Frau Clara Schumann. Abram verwendete die Sätze Eusebius und Florestan aus Carnaval so wie die Sätze Notturno, Ballade und die zweite Mazurka aus den Soirées Musicales um fünf neue zu schaffen. Das Auftragswerk für die Pianistin Eve Egoyan entstand 2001.[2]
- if you, too, are going für Klavier und elektronische Sounds. Abram schrieb das Werk 2001 für die kanadische Pianistin Colleen Athparia und von der Alberta Foundation for the Arts gefördert. Er verwendet als elektronisches Basismaterial eine Aufnahme von Si Tu Tambien Te Vas gesungen von der mexikanischen Sängerin Dora María  begleitet von Pepe Villa's Mariachi Mexico.[2] Das Werk wurde von Collen Athparia auf der CD Athparia, Colleen: Danse sauvage beim Label centrediscs eingespielt. OCLC 1108674011
- Oboenquartett, 2002. Zwischen dem 14. und 17. Mai in der Humbercrest United Church in Toronto von den Gallery Players of Niagara eingespielt OCLC 460179698
- Xenia für Sopran, Blockflöte, Violine und Vibraphon. Xenia ist die Bezeichnung einer Form des Stilllebens im antiken Rom. Abram beschrieb ein berühmtes Wandbild aus Pompeji mit Äpfeln, Trauben, Birnen und Granatäpfeln. Diesen Text übersetzte Jim Apricus ins Lateinische. Er bildet die sprachliche Grundlage des Werks. Abrams verwendet Kompositionstechniken der Ars subtilior. Für dieses 2005 entstandene Auftragswerk für das Ensemble Electra erstellte die Künstlerin Barbara Sutherland ein Video.[2]
- Pluck für Streichorchester mit obligatem Cello. Satzbezeichnungen: I Risoluto II Amabile III Adagio, attacca IV Energico. Das Werk wurde 2008 als Auftragswerk für das Morningside Music Bridge String Orchestra komponiert.[2]
- Start für Großes Orchester. Das nur eine Minute und dreißig Sekunden dauernde Stück wurde 2016 komponiert.[2] Auftragswerk der Confederation of Canada für das Toronto Symphony Orchestra in Zusammenarbeit mit dem Calgary Philharmonic Orchestra. OCLC 1101921084